# Transgression flandrienne
La transgression flandrienne est un phénomène de transgression marine, c'est-à-dire de remontée du niveau de la mer (d'environ 100 m) et de recul des littoraux, survenu à l'échelle de la planète entière  au Pléistocène récent (environ -20 000/-10 000), après la glaciation de Würm. 
Cette transgression provoquée par la fonte de la glace des inlandsis qui couvraient une bonne partie des continents entraine notamment l'envahissement par la mer de la Manche, mais aussi des territoires actuellement émergés des Pays-Bas et des Flandres belge et française. Il se produit aussi un réchauffement des eaux océaniques de plus de 10°C.[réf. nécessaire]
Elle se prolonge à l'Holocène (à partir de -10 000) jusqu'au début de notre ère. 

## Dénominations
Cette transgression tire son nom de la région des Flandres, c'est-à-dire, à l'origine, le comté de Flandre, où les effets de la transgression ont été particulièrement marqués. Au niveau régional, on parle cependant de la transgression marine Dunkerque I. 
Ailleurs, la transgression flandrienne est dite « versilienne » en mer Méditerranée, « mellahienne » au Maroc, « nouakchottienne » dans le golfe de Guinée.

## Contexte: situation à l'apogée de la dernière période glaciaire
La dernière période glaciaire date d'environ -113 000/-10 000. Elle porte le nom de « glaciation de Würm » pour les Alpes, de « glaciation vistulienne » pour le nord de l'Europe, etc. Son apogée date d'environ -20 000. 
En ce qui concerne l'Europe, il existe à ce moment d'une part des inlandsis correspondant aux massifs montagneux des Alpes et du Caucase, d'autre part un vaste inlandsis couvrant la Scandinavie, le Nord de l'Allemagne, de la Pologne et de la Russie (jusqu'à Berlin et Moscou inclusivement) et les îles Britanniques.

## La transgression flandrienne
Certaines dates sont indiquées « Avant le présent » (AP), avec pour année de référence 1950, d'autres dans la datation usuelle (avant ou après notre ère).

Variations mondiales du niveau de la mer au cours de la transgression flandrienne.

Variations mondiales du niveau de la mer au cours de l'Holocène (-6000 à +2000). Vers 2000 AP, au maximum de la transgression flandrienne, le niveau de la mer est proche du niveau actuel.

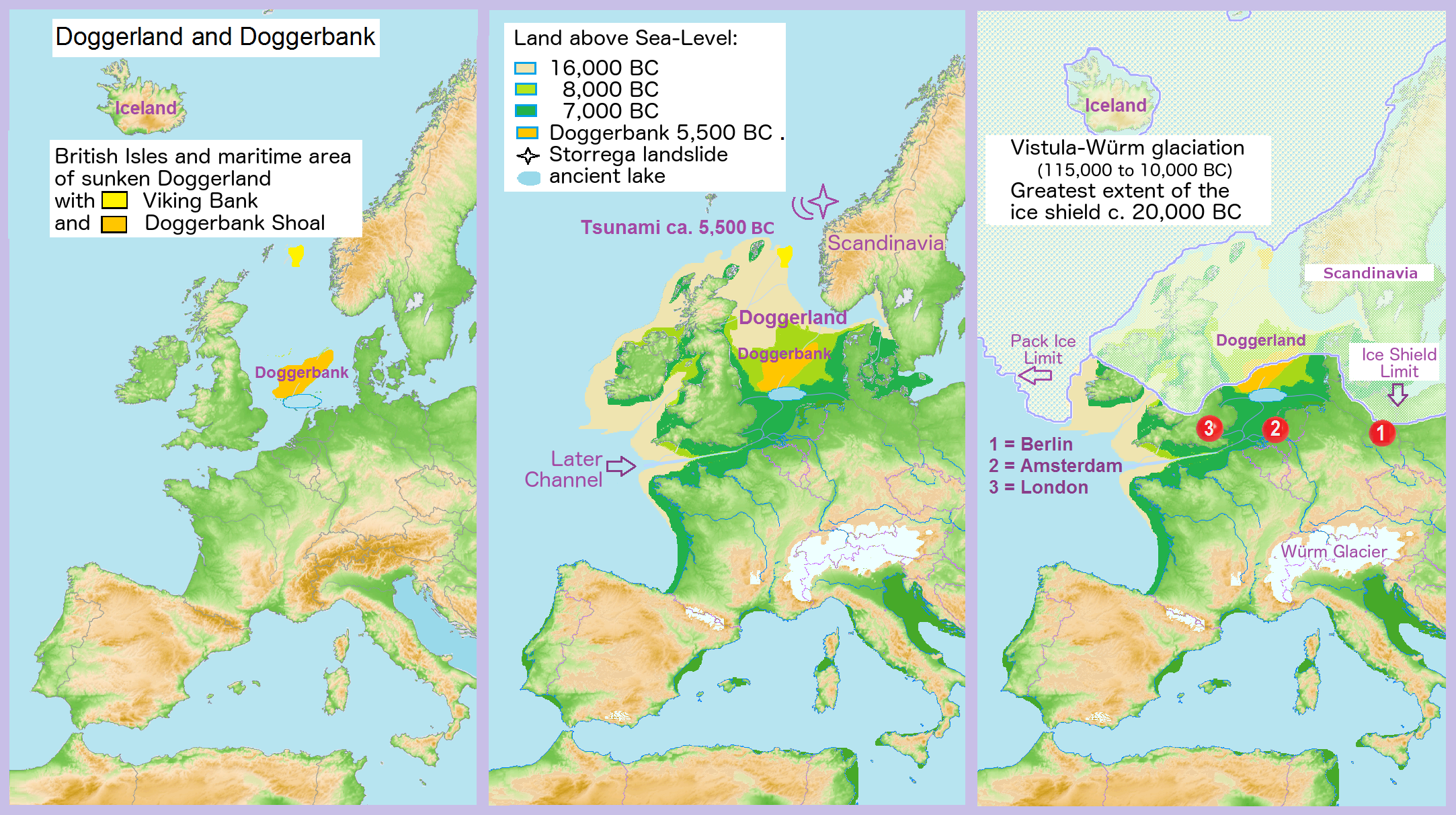
Traits de côte en Europe :
à gauche : trait de côte actuel
au centre : durant l'Holocène
dà droite : au moment du dernier maximum glaciaire.

### Généralités
Une transgression marine, en géologie, est un déplacement de la ligne de rivage vers l'intérieur des terres, due à un affaissement continental ou à une élévation du niveau de la mer ou à une conjonction de ces deux phénomènes (par exemple en période de réchauffement climatique).
Toutefois, l'eau ne monte pas de façon régulière. Il y a eu succession de transgressions et de régressions. 
Par ailleurs, la remontée planétaire du niveau de la mer n'est pas uniforme et synchrone. « Il existe des différences d'un endroit à l'autre qui ne sont pas dues seulement à des mouvements tectoniques locaux mais qui s'expliquent surtout par l'hydro-isostasie et l'eustatisme géoïdal ».
Les transgressions provoquées par une élévation de quelques mètres du niveau de la mer par rapport au niveau actuel expliquent le phénomène des plages surélevées, formées parfois de cordons de galets fossilisés, visibles par exemple le long du littoral de la baie d'Audierne où il a été décrit par Pierre-Roland Giot et André Guilcher dès 1946.

### Phase du début du Boréal (8700 AP à 6000 AP)
La remontée du niveau marin est au départ très  rapide (près de 6 mm/an), surtout au début du Boréal : il passe de - 45 m vers 8 700 AP à - 15 m vers 8 000 AP et - 10 m vers 6 000 AP.

### Dernières phases de la transgression flandrienne (6000 AP à 2000 AP)
Au cours de la dernière phase de la transgression, « l'océan est remonté jusqu'à 3,50 m au-dessus du niveau actuel. 
De 3 000 av. J.-C. jusqu'à notre ère, il régresse à nouveau à deux reprises, vers 2275 av. J.-C. et 960 av. J.-C., pour revenir ensuite à l'état présent ».